# Beneficencia de Lima
La Sociedad de Beneficencia de Lima Metropolitana es una institución de caridad peruana. 

## Historia
Se fundó el 12 de junio de 1834 a través de un Decreto Supremo del General Luis José de Orbegoso y Moncada, presidente provisional del Perú, y a través de él se le encarga los establecimientos de caridad de Lima. Dicha institución fue responsable de las primeras loterías en el país, la Lotería de Lima y Callao.
Fue una entidad autónoma, luego pasó a depender del Ministerio de Justicia, y posteriormente del Ministerio de Fomento y Obras Públicas, en su Dirección de Beneficencia. Desde inicios del siglo XX hasta el Gobierno Revolucionario de la Fuerza Armada, también se hizo cargo de los Hospitales Estatales, que luego pasaron a ser administrados por el Ministerio de Salud, entidad que también hasta entonces controlaba a las beneficencias.
En el año 2009, se vuelve un organismo público adscrito directamente al Ministerio de la Mujer y Desarrollo Social, tras dejar de ser filial del Programa Integral Nacional para el Bienestar Familiar (INABIF) del mismo ministerio; y posteriormente en 2011 pasa a ser administrado por la Municipalidad Metropolitana de Lima, tras la aprobación del Plan Anual de Transferencias de Competencias Sectoriales a los Gobiernos Regionales y Locales hecha cuatro años antes.
Desde el 13 de septiembre del 2018 por el Decreto Legislativo N°1411 pasa a convertirse en una entidad privada, financiada por donaciones.
En 2020, para su 187 aniversario, se desarrolló la campaña "Vivir para Servir" a los más necesitados de la ciudad de Lima. En el cual extiende a 553 albergados en diferentes centros asistenciales (175 para menores de edad en el Puericultorio Perez Aranibar y 378 adultos mayores).

## Centros asistenciales operativos
| Nombre del centro                     | Descripción |
| ------------------------------------- | --- |
| Puericultorio Pérez Araníbar          | Es un centro de cuidado infantil, creado por Augusto Pérez Araníbar, médico filántropo y director de la Beneficencia en 1917. Cuenta con asistencia psicológica. En 1930 alcanzó los 1500 alojados. En 2014 contó 234 alojados de 0 a 20 años de edad, de los cuales 133 son varones y 101 son mujeres. |
| Hogar Canevaro                        | Llamado Hogar Ignacia Rodulfo Vda. de Canevaro albergue a nivel nacional en la atención del adulto mayor, el cual brinda cuidado integral a personas de la tercera edad que son víctimas de abandono o se encuentran en vulnerabilidad por su situación económica y social. Alberga alrededor de 350 adultos mayores, todos indigencia total y pobreza extrema, distribuido en 60% hombres y 40% mujeres. |
| San Vicente de Paúl                   | Albergue que se encarga de brindar servicio integral a los adultos mayores que se encuentren en calidad de dependientes. Cuenta con 130 los albergados en situación de abandono. |
| Centro Residenciales Gerontológicos   | Centro que contiene tres albergues María Castaño, Sagrada Familia y Sagrado Corazón, ubicados en el Centro de Lima y el Rímac. Residen adultos mayores independientes de escasos recursos que son en su mayoría indulgentes. |
| Comedores Santa Rosa y Santa Teresita | Comedores para niños, niñas, adolescentes, madres gestantes, lactantes, adultos mayores y personas con discapacidad en situación de pobreza y riesgo social. Cuenta con desayuno y almuerzo. |
| Instituto Sevilla                     | Creado en diciembre de 1891, gracias al legado de José Sevilla, ha tenido la misión de brindar educación al sector vulnerable (menores de edad), que por cosas de la vida no tuvieron la solvencia económica para poder realizar sus estudios básicos. |
| Hogar de la Madre                     | La institución brinda educación en grados de primaria y secundaria, ofreciendo una enseñanza acorde con las exigencias estudiantiles de la actualidad, con un costo mínimo y de calidad. La Clínica Hogar de la Madre, atiende a casi 30 mil madres gestantes al año, realizando alrededor de 2200 nacimientos anuales. Este trabajo que se realiza hace varias décadas, con una extensa experiencia en cuidados de salud materno infantil, brindando el mejor servicio con altos estándares de calidad en Salud Materna. |
| Casa de Todos                         | Operado como refugio temporal en la Plaza de Acho durante pandemia por el COVID 19 en alianza estratégica con la Municipalidad Metropolitana de Lima para albergar a 150 personas en condición de calle. |

## Centros culturales
En 2020 se desarrollaron centros culturales de acceso público operados en sus patrimonios históricos tras la aprobación Plan Maestro de Recuperación del Centro Histórico de Lima, a cargo de Prolima. Algunas de las obras que participó fue en la "Casa de Divorciadas", sede principal de la Beneficencia. Posteriormente se realizó la conservación del Museo Cementerio Presbítero Maestro, y la realización de actividades históricas en sus diversas propiedades históricas como la Plaza de Acho, el Museo Afro Peruano, la Sede del Ramo de Loterías, y otros.

## Lista de directores
- Fundadores y Directores de la SBPLDomingo de Orué y Mirones (1825).
- Antonio F. de Arrieta (1840)[a]

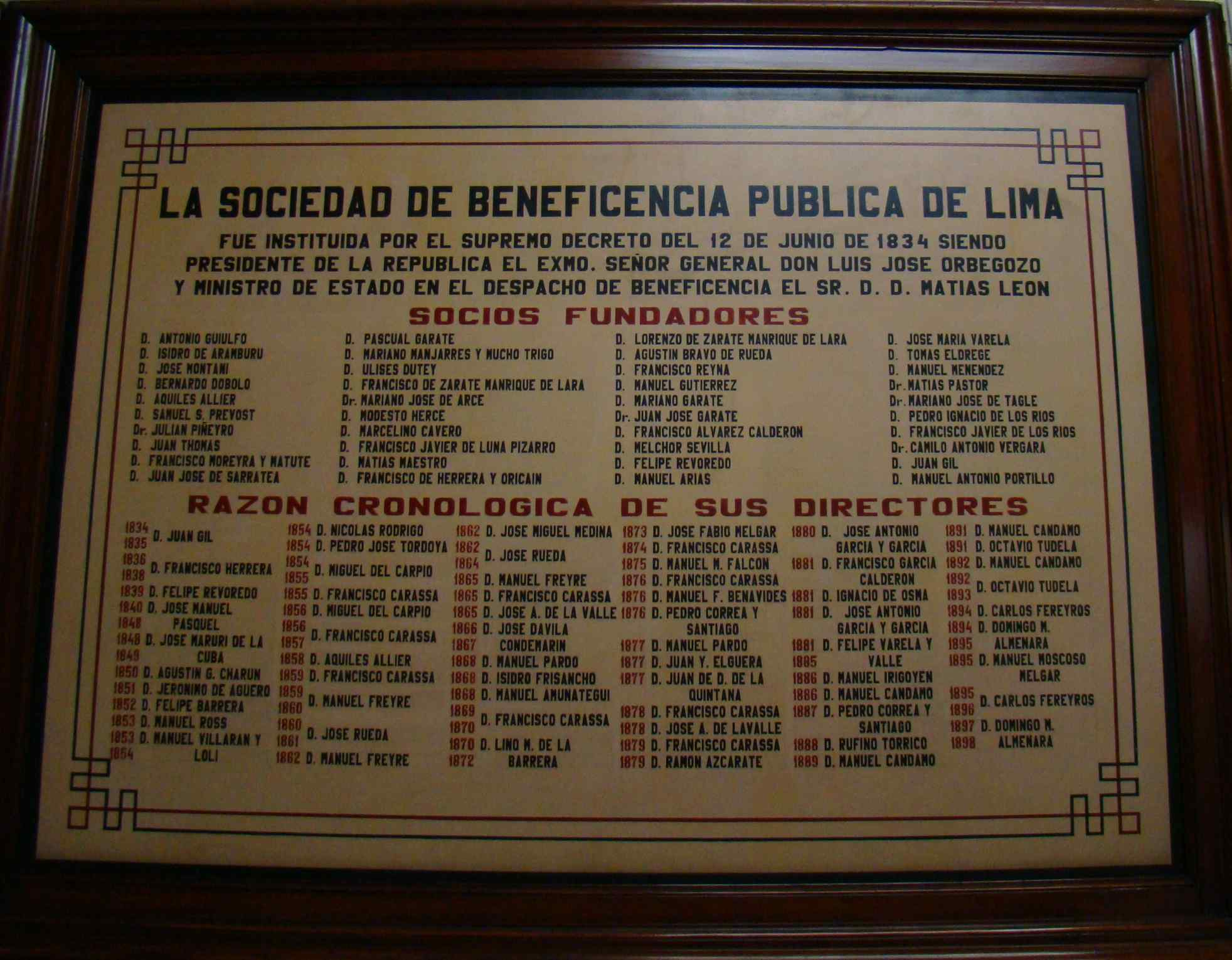
Fundadores y Directores de la SBPL

- Francisco González de Prada Marrón y Lombrera (1857, 1858)
- José Antonio de Lavalle y Arias de Saavedra (1865).
- Manuel Pardo y Lavalle (1868).
- Manuel Francisco Benavides Canduelas (1872)
- José Antonio García y García (1880, 1881)
- Ignacio de Osma y Ramírez de Arellano (1882)
- Manuel Yrigoyen Arias (1886)
- Rufino Torrico (1887)
- Manuel Candamo e Iriarte (1890).
- Domingo Olavegoya Yriarte (1903)
- Domingo Almenara Butler (1907, 1908)
- Carlos Larrabure y Correa (1909)
- Agustín Tovar Aguilar (1909, 1910)
- José Antonio Miró Quesada (1911, 1912)
- Augusto N. Wiese Eslava
- Augusto Pérez Araníbar (1916, 1918)
- Pedro García Yrigoyen (1932, 1933)
- Inés Young Samanez (1989)
- Romelia Vera La Rosa (1990)
- Victoria Paredes Sánchez
- Fernando Luis Arias-Stella Castillo
- Jorge Esteban Pinedo Del Águila

## Lista de presidentes
- José Cabero y Salazar (1825)
- Manuel Pardo y Lavalle (1868)
- Manuel Candamo Iriarte
- Carlos Larrabure y Correa (1909)
- Hernando de Lavalle y García (1940)
- Pedro García Yrigoyen (1942-1945)
- Rollin Thorne Sologuren (1948-1950)
- Miguel Dasso Drago (1951)
- Eleodoro Romana y Romaña (1951-1954)
- Oswaldo Hercelles García (1954-1961)
- Carlos Monge Medrano (1963)
- Carlos Velarde Cabello (1963-1968)
- Oscar Urteaga Ballón
- Pedro Vicente Li Vera (1989 - 1990)
- Manuel de la Peña y Angulo (1991-1994)
- Eduardo Zapata Salazar
- Víctor Hugo Bolaños Velarde (2000-2001)
- Enrique Horna Alegría (2001-2004)
- Ernesto Javier Ponce Gastelumendi (2004-2005)
- Humberto Enrique Hernández Schulz (2005-2006)
- Manuel Eguiguren Callirgos (2006-2007)
- Miriam Correa Briones (2007-2008)
- Carlos Serapio Rivas Dávila (2008-2009)
- Dennis Eduardo Zúñiga Luy (2009-2010)
- Josefina Estrada Mesinas de Capriatta (2011-2012)
- Carlos José Otero Bonicelli (2012-2013)
- María del Carmen Vásquez de Velasco Vásquez de Velasco (2013-2015)
- Martín Marcial Bustamante Castro (2015-2018)
- Guillermo Ackermann Menacho (2019-Actualidad)